# Нгако, Жоэль Кики
Жоэль Кики Нгако Ниобу (фр. Joel Kiki Ngako Nyobu; род. 21 октября 1985, Дуала) — французский футболист, защитник.

## Биография
Родился 21 октября 1985 года в Дуале. Выступал за молодёжную команду французской «Тулузы». В сезоне 2002/03 дебютировал за «Тулузу B» В сезоне 2003/04 играл в составе болгарского «Пирина» из Гоце-Делчев. Следующий сезон провёл в «Порту B», после чего присоединился к болгарскому «Беласице», где находился на протяжении трёх сезонов.
В сезоне 2008/09 являлся игроком немецкого «Обернойланда» из Бремена (Региональная лига «Север») и французского «Парижа». Затем Кики Нгако играл в Лиге Пернамбукано за бразильские «Вера Круз», где он стал первым в истории клуба легионером, и «Виторию дас Табокас» (оба клуба из города Витория-ди-Санту-Антан).
В декабре 2011 года подписал годичный контракт с молдавским клубом «Костулены». Проведя в Молдавии полгода, вернулся во Францию, где играл за клубы «Тулуза Родео», «Рамонвиль» и «Бальма» из низших французских дивизионов.